# Institución Ferial de Canarias
La Institución Ferial de Canarias (INFECAR) es un ente dependiente del Cabildo Insular de Gran Canaria constituido en el año 1966 para la organización de un certamen expositivo de carácter comercial y periodicidad anual que sirviera para acercar hasta las islas los mercados africanos, latinoamericanos y español y como plataforma para la promoción de las empresas y productos canarios en estos mismos mercados. La Institución Ferial de Canarias (INFECAR), miembro activo de la Asociación de Ferias Españolas (AFE), es un punto de encuentro de actividad y promoción económica al servicio de las empresas.
Cuatro pabellones diáfanos, renovados y absolutamente polivalentes, un palacio de congresos con doce salas versátiles, dos grandes áreas de aparcamiento y zonas ajardinadas, son algunos de los atractivos con los que cuenta este emblemático recinto.

## El recinto de la Institución Ferial de Canarias
Además de por sus magníficas instalaciones, ubicadas en plena ciudad de Las Palmas de Gran Canaria, concretamente en el barrio de La Feria, y perfectamente comunicadas con el resto de la Isla, INFECAR destaca por su elevada capacidad para ofrecer a sus clientes una experiencia y liderazgo únicos en Canarias.
Para ello, les brinda una amplia serie de servicios adaptados a cada tipo de acto: montaje y desmontaje, azafatas, traducción, informática, prensa y protocolo, fotografía, etc.
Todo para que profesionales de cualquier ámbito hallen en Gran Canaria -puente permanente entre los continentes africano y europeo que se consolida como referente del turismo de ferias y congresos por su excelente climatología, sus infraestructuras y su gran oferta hotelera, económica y sociocultural- un espacio óptimo para la organización de ferias, congresos, reuniones de trabajo o exposiciones.
El objetivo del Recinto Ferial de Canarias es ofrecer y poner al servicio de la sociedad (instituciones y empresa privada) sus instalaciones para la organización y celebración de todo tipo de actividades feriales o congresuales, al tiempo que desarrollamos todo tipo de servicios y soluciones con la garantía de contar con acuerdos y colaboraciones estratégicas ya consolidadas con los principales y más importantes proveedores del sector.

## Ferias y exposiciones
Palacio de Congresos
- Pleno del Cabildo de Gran Canaria
- Curso Fremap "Prevención de Incendios"
- Exposición Canina

Ferias anuales
Aparte del uso cotidiano del Palacio de Congresos se celebran ferias anuales que ocupan todo el recinto ferial, como pueden ser:
- Gran Canaria mercado único
- Planeta GC: Feria de actividades infantiles y juveniles celebrada a principios de cada año que cuenta con una gran afluencia de la población para disfrutar de las diversas atracciones para niños y mayores
- Fisaldo: Feria de las oportunidades en la que los distintos comercios que participan venden sus productos a un precio razonable y asequible para el comprador
- FIVO
- Feria de artesanía
- Gran Canaria Me Gusta

## Otros eventos
Congresos y jornadas